# Västtrafik
Västtrafik er det tredjestørste trafikselskab i Sverige. Kun overgået af Stockholms Lokaltrafik og Skåne Trafikken.
Selskabet er også det selskab der varetager sporvognsdriften i og omkring Göteborg.